# چورلیوود
longitudeچورلیوودlatitudeچورلیوود
چورلیوود (به انگلیسی: Chorleywood) یک منطقهٔ مسکونی در انگلستان است که در شرق انگلستان واقع شده‌است.

## خصوصیات
چورلیوود ۶٬۸۱۴ نفر جمعیت دارد.